# LTM (singolo)
LTM è un singolo della cantautrice italiana Paola Iezzi, con la partecipazione della rapper italiana Myss Keta, pubblicato il 10 gennaio 2020.

## Video musicale
Il videoclip del brano, diretto da Paolo Santambrogio, è stato pubblicato sul canale YouTube di Paola Iezzi il 19 gennaio 2020.

## Tracce
Singolo:
LTM – 3:02 (Paola Iezzi, Dario Pigato, Simone Rovellini, Myss Keta e Stefano Riva)

Remixes:
01. LTM (Atrim & Frankie Mancuso Rmx)
02. LTM (Umberto Balzanelli, Manuela Doriani, Met, Michelle Bootleg Rmx)